# Groveton (Texas)
Pour les articles homonymes, voir Groveton.
La ville de Groveton est le siège du comté de Trinity, dans l’État du Texas, aux États-Unis. Sa population s’élevait à 1 057 habitants lors du recensement de 2010, estimée à 1 026 habitants en 2016.

## Source
- (en) Cet article est partiellement ou en totalité issu de l’article de Wikipédia en anglais intitulé « Groveton, Texas » (voir la liste des auteurs).